# Yves Allégret
Yves Allégret (Asnières-sur-Seine, 13 ottobre 1905 – Jouars-Pontchartrain, 31 gennaio 1987) è stato un regista e sceneggiatore francese, fratello minore del regista Marc Allégret.

## Filmografia

### Regista

#### Cinema
- Ténériffe, Cortometraggio, (1932)
- Vous n'avez rien à declarer?, coregia Léo Joannon, (1936)
- Les Deux Timides (1943)
- La Boîte aux rêves (1945)
- Les Démons de l'aube (1946)
- Dédée d'Anvers (1948)
- La via del rimorso (Une si jolie petite plage) (1949)
- Intrighi di donne (Manèges) (1950)
- I miracoli non si ripetono (Les Miracles n'ont lieu qu'une fois) (1951)
- Naso di cuoio (Nez de cuir) (1952)
- La lussuria, episodio di I sette peccati capitali (1952)
- Amanti nemici (La Jeune Folle) (1952)
- Gli orgogliosi (Les Orgueilleux) (1953)
- Santarellina (Mam'zelle Nitouche) (1954)
- Oasi (Oasis) (1955)
- Gli anni che non ritornano (La Meilleure Part) (1955)
- La casa di Madame Kora (Méfiez-vous, fillettes!) (1957)
- Godot (Quand la femme s'en mêle) (1957)
- La ragazza di Amburgo (La Fille de Hambourg) (1958)
- Chien de pique (1960)
- Konga Yo (1962)
- La furia degli uomini (Germinal) (1963)
- Johnny Banco (1967)
- L'invasione (L'Invasion) (1970)
- Graine d'ortie (1973)
- Mords pas, on t'aime (1976)

#### Televisione
- Orzowei, il figlio della savana – miniserie TV (1977)

### Aiuto regista
- Fantômas, regia di Pál Fejös (1932)